# Un noi com tots
Un noi com tots (títol original: Just One of the Guys) és una pel·lícula de 1985 dirigida per Lisa Gottlieb. Aquesta pel·lícula es comercialitza amb l'eslògan "Terri Griffith és a punt d'anar on cap dona ha anat abans". Aquesta pel·lícula va ser classificada en el número 48 en la llista de Entertainment Weekly en "50 Millors Pel·lícules de Secundària."
Ha estat doblada al català

## Argument
Terry està determinada a guanyar el concurs d'escriptura de l'escola per provar que una noia bonica pot ser capaç i intel·ligent. Per ser presa seriosament, ella es vesteix com un noi i tracta de barrejar-se en una nova escola fins que els resultats del concurs siguin anunciats.

## Repartiment
- Joyce Hyser: Terry Griffith.
- Clayton Rohner: Rick Morehouse.
- Billy Jayne: Buddy Griffith.
- Toni Hudson: Denise.
- William Zabka: Greg Tolan.
- Leigh McCloskey: Kevin.
- Sherilyn Fenn: Sandy.
- Deborah Goodrich: Deborah.
- Arye Gross: Willie.
- Robert Fieldsteel: Phil.
- Stuart Charno: Reptile.
- John Apicella: Entrenador Mickey Morrison.
- Kenneth Tigar: Mr. Raymaker.
- Steven Basil: Mark.